# Milieu Rosenow
Le Rosenow est milieu de culture utilisé pour les bactéries anaérobies.

## Composition
- Peptone : 10,0 g
- Extrait de viande : 3,0 g
- Chlorhydrate de cystéine : 0,3 g
- Glucose : 2,0 g
- Marbre blanc : 1 morceau par tube
- Cervelle lyophilisée : 1 morceau par tube
- Indicateur d'Andrade (fuchsine acide 5 %) : 10,0 ml
- Chlorure de sodium : 5,0 g

pH = 7,2

## Préparation
- 21 g par litre
- Ajouter un morceau de marbre et un morceau de cervelle par tube
- Autoclavage classique

## Lecture
Le milieu doit être utilisé dans les 15 jours suivant la préparation. Il peut être congelé. Avant utilisation, il doit être régénéré. Après ensemencement, il doit être recouvert de paraffine. La fermentation du glucose se traduit par une coloration franchement rouge, la réduction du milieu par une décoloration du milieu. Les bactéries donnant une coloration vertes sont non glucydolytiques et alcalinisantes.